# Cameron Buchanan

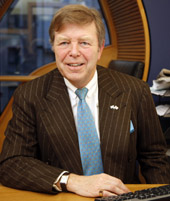
Cameron Buchanan

Cameron Buchanan (* 1946 in Surrey; † 18. Juni 2023 in Edinburgh) war ein Politiker der Scottish Conservative Party und Mitglied des schottischen Parlaments.

## Leben
Buchanan besuchte die St Edwards School in Oxford und studierte dann an der Sorbonne in Paris. Ein Stipendium ermöglichte ihm das Studium der japanischen Wirtschaft. Als Leiter eines Edinburgher Textilunternehmens unternahm er oft Geschäftsreisen nach Fernost und Amerika und wurde 1992 zum schottischen Unternehmer des Jahres gewählt. Des Weiteren war Buchanan bis 2010 Leiter des British Wool Marketing Board. Außerdem war er Vorsitzender des Wohlfahrtsverbandes der britischen Schneider. 2010 wurde bei Buchanan ein Hirntumor diagnostiziert. Er erholte sich jedoch und initiierte in der Folge den Cameron Buchanan Fund, zur Akquise von Geldern für die Hirntumorforschung. Buchanan lebte zusammen mit seiner Ehefrau Emma in Edinburgh. Er sprach fünf Sprachen, darunter Deutsch, Französisch und Italienisch.
Im Juni 2023 starb er im Alter von 76 Jahren an den Folgen eines Glioblastoms.

## Politischer Werdegang
Bisher trat Buchanan bei zwei Europawahlen für den Wahlkreis Schottland an, verpasste jedoch sowohl bei der Wahl 1999 als viertplatzierter der Wahlliste der Konservativen, wie auch 2004 als drittplatzierter den Einzug in das Europäische Parlament. Zwischenzeitlich bekleidete Buchanan den Posten des Vizepräsidenten der Scottish Conservative Party. Nach dem Ableben seines Parteikollegen David McLetchie im Jahre 2013, der ein Listenmandat der Wahlregion Lothians hielt, rückte Buchanan als nächstplatzierter nach. Am 4. September 2013 zog er erstmals in das schottische Parlament ein und wurde vereidigt.